# Saint-Bonnet-la-Rivière
 Saint-Bonnet-la-Rivière  là một xã thuộc tỉnh Corrèze trong vùng Nouvelle-Aquitaine miền trung Pháp.